# Litînskî Hutorî, Litîn
Litînskî Hutorî (în ucraineană Літинські Хутори) este un sat în comuna Sosnî din raionul Litîn, regiunea Vinnița, Ucraina.

## Demografie
Componența lingvistică a localității Litînskî Hutorî
     Ucraineană (99,2%)
     Alte limbi (0,8%)
Conform recensământului din 2001, majoritatea populației localității Litînskî Hutorî era vorbitoare de ucraineană (99,2%), existând în minoritate și vorbitori de alte limbi.